# Miloš Alexander Bazovský
Miloš Alexander Bazovský (Turany nad Váhom, 11 de janeiro de 1899 - Trenčín, 15 de dezembro de 1968) foi um eminente pintor eslovaco, muitas vezes colocado como uma das mais proeminentes figuras da arte eslovaca do século XX.